# Находчивая Гретель
«Находчивая Гретель» (нем. Das kluge Gretel) — немецкая сказка, включённая братьями Гримм в их сборник сказок под номером 195. Она была впервые опубликована в 1819 году, во втором его издании. По системе классификации сказочных сюжетов Aарне-Томпсона она имеет номер 1741 («Жёны и служанки-обманщицы»).

## Сюжет

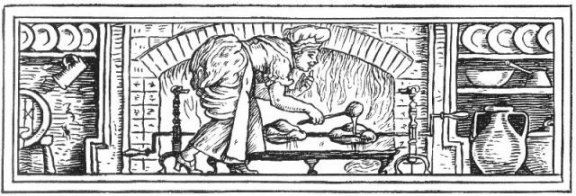
Гретель готовит курочек, иллюстрация Уолтера Крейна, ок. 1890 г.

Кухарка по имени Гретель носила туфли с красными каблуками, которыми она очень гордилась и считала себя красивой девушкой. От осознания этого у него улучшалось настроение, и она пила хозяйское вино. От него у Гретель разыгрывался аппетит, и она пробовала всё, что готовила, пока не утоляла свой голод.
Однажды хозяин велел ей приготовить к вечеру двух курочек, к приходу гостя. Гретель исполнила это веление, но гость всё не являлся. Она сказала своему хозяину, что хорошо приготовленные курочки могут испортиться, если не будут съедены в ближайшее время. Хозяин согласился с доводом Гретель и сам отправился за гостем.

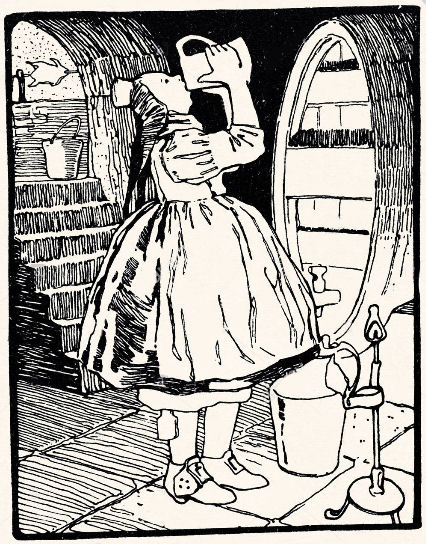
Гретель делает большой глоток вина, иллюстрация Уолтера Крейна (1890 г.)

Как только он ушёл, Гретель, отложив курочек в сторону, решила, что находясь в ожидании и изрядно устав, может позволить себе хватить глоток винца. Она спустилась в подвал, где сделала большой глоток из кувшина с вином. Вернувшись наверх, она вновь поставила вертел на огонь, предварительно вымазав курочек маслом. В итоге, Гретель не смогла сдержаться и стала понемногу, запивая вином, их съедать, так как хозяин всё не возвращался.

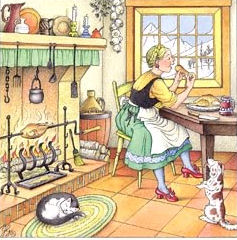
Гретель ест курочек

Как только она доела их, послышался голос возвращающегося хозяина, который спрашивал её о курочках. Гретель ответила, что они готовы, и хозяин начал на ходу точить большой нож, которым собирался разделывать курочек. В это время в дверь постучал гость, открывшая ему Гретель шёпотом посоветовала ему бежать оттуда, так как, по её словам, хозяин обманом заманил его в свой дом, чтобы отрезать ему уши. Гость поверил ей, заметив в глубине дома точащего нож хозяина, и со всех ног помчался прочь. Гретель же подбежала к своему хозяину и с криком заявила о том, что его гость схватил обоих курочек, которых она собиралась подавать, и убежал.

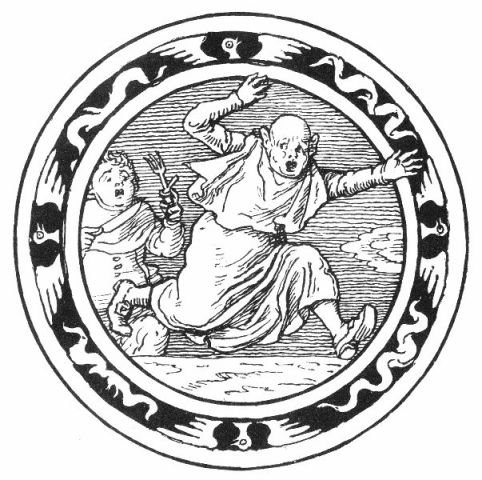
«Одну только! Только одну!», иллюстрация Уолтера Крейна (1890 г.)

Хозяин расстроился, так как был очень голоден. С криком «Одну только! Только одну!» от досады на то, что гость не оставил ему хотя бы одну из двух курочек, и размахивая ножом он бросился вслед за гостем. Последнему же слышалось «Одно только! Только одно!» Он подумал, что хозяин имеет ввиду одно его ухо, и побежал ещё быстрее.

## Анализ
«Находчивая Гретель» — сказка, в которой жадная, но хитрая служанка перехитрила своего хозяина. Впервые она была опубликована во втором издании «Сказок братьев Гримм», вышедшем в 1819 году. В более поздних изданиях она претерпела лишь небольшие стилистические изменения и в окончательном варианте была опубликована в сборнике, вышедшем в Берлине в 1857 году, под номером 77. Героиня этой истории никак не связана с персонажем «Гензеля и Гретель», другой сказки братьев Гримм.
Источником этой сказки для братьев Гримм послужила книга Андреаса Штробля Ovum paschale oder neugefärbte Oster-Ayr, вышедшая в Зальцбурге в 1700 году, а также различные другие печатные и устные источники. «Находчивая Гретель» — одна из двух сказок в коллекции братьев Гримм, названных в честь умной главной героини, другая — «Умная Эльза». Обе эти истории имеют комический характер, но только в «Находчивой Гретель» женщина добивается своего. История играет на страхах нанимателей слуг по поводу того, что делают эти горничные и повара, когда их не контролируют. В других схожих историях об умной женщине в роли обманываемого мужчины выступает либо её муж, либо священник, а в сказках, подобных «Находчивой Гретель», рискуют быть отрезанными не уши гостя, а его яички.
Сказка начинается с того, что Гретель представляется довольно отличной от других служанок того времени, поскольку она восхищается собственной внешностью и счастливо кружится в красных туфлях на улице, прежде чем пойти домой пить вино своего хозяина. В «Находчивой Гретель» нет ни морали, ни урока для читателя, поскольку Гретель не поймана и, следовательно, не несёт никакой ответственности за свою ложь и воровство, а также за свой алкоголизм. В оригинальной версии Штробля Гретель была поймана и в конечном итоге стала влачить жалкое существование после того, как хозяин выгнал её. Гриммы переписали эту сказку, изменив нравоучительную концовку.